# Streepkleur

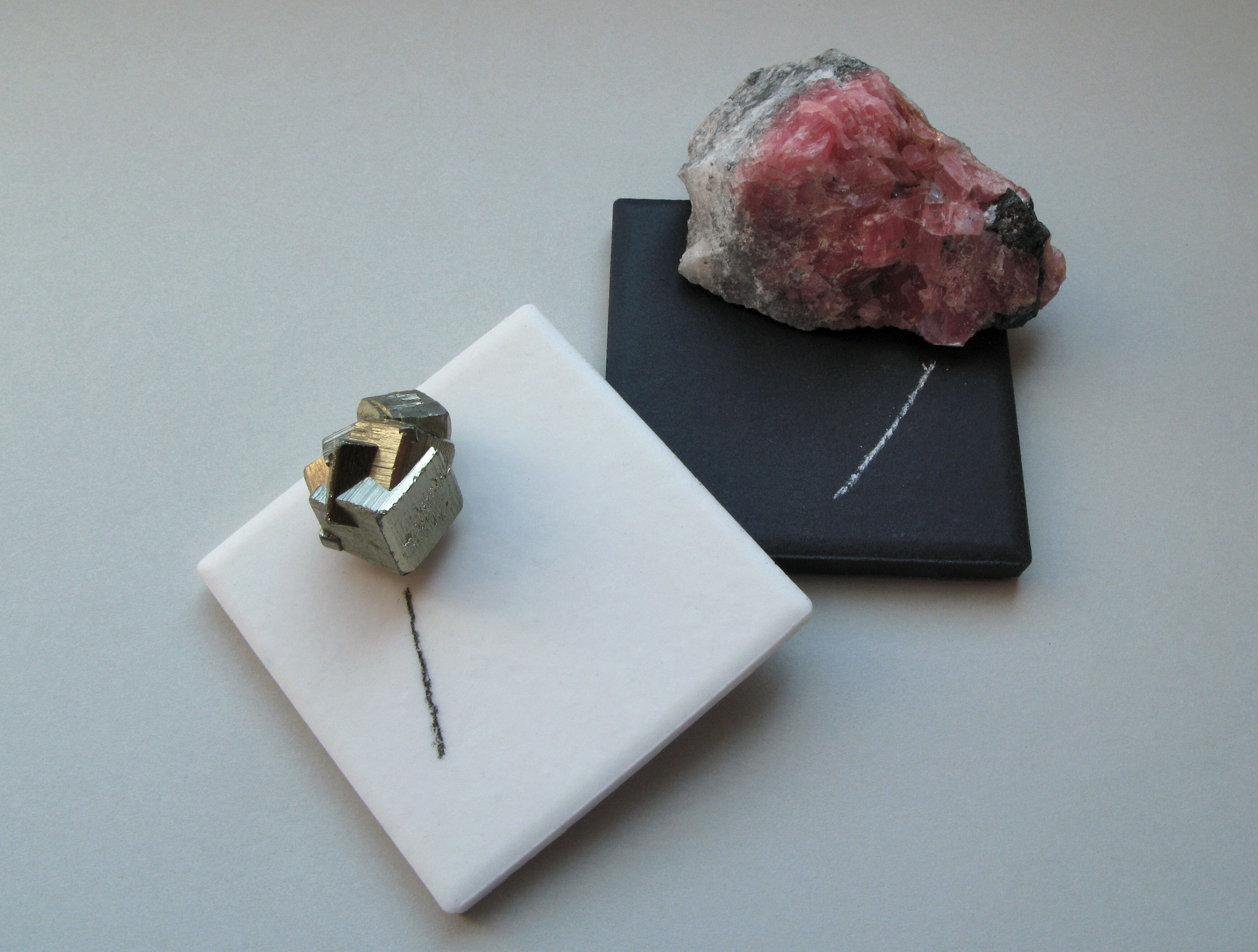
streepkleur van Pyriet en Rhodochrosiet

Met streepkleur bedoelt men in de mineralogie de kleur van het minerale poeder dat achterblijft als porselein bekrast wordt door een mineraal. Dit doet men om het mineraal te identificeren.
De streepkleur wordt bepaald door het mineraal over een wit stukje ongeglazuurd porselein te halen. Het achterblijvende poeder is karakteristiek voor het mineraal. Hiermee zijn bijvoorbeeld hematiet en magnetiet (beide zwarte ijzeroxiden) van elkaar te onderscheiden door hun respectievelijk rode en zwarte streep. Op deze wijze kunnen ook pyriet (fool's gold, gekkengoud) en chalcopyriet van goud worden onderscheiden.
Dit principe werkt tot hardheid 6 op de hardheidsschaal van Mohs, mineralen met een hogere hardheid beschadigen het porselein in plaats van andersom.